# Ахтимичук, Джордж
Джордж Ахтимичу́к (англ. George Achtymichuk; род. 1935) — канадский кёрлингист.
В составе мужской сборной Канады серебряный призёр чемпионата мира 1973. Чемпион Канады среди мужчин.
Играл на позиции второго.
В 1982 введён в Зал спортивной славы провинции Саскачеван (англ. Saskatchewan Sports Hall of Fame) вместе со всей командой скипа Харви Мазинке, в 1973 выигравшей чемпионат Канады и ставшей вице-чемпионами мира.

## Достижения
- Чемпионат мира по кёрлингу среди мужчин: серебро (1973).
- Чемпионат Канады по кёрлингу среди мужчин: золото (1973).

## Команды
| Сезон   | Четвёртый     | Третий      | Второй           | Первый           | Турниры           |
| ------- | ------------- | ----------- | ---------------- | ---------------- | ----------------- |
| 1972—73 | Харви Мазинке | Билл Мартин | Джордж Ахтимичук | Дэн Клиппенштейн | ЧК 1973 · ЧМ 1973 |
| 1974—75 | Харви Мазинке | Билл Мартин | Джордж Ахтимичук | Дэн Клиппенштейн | ЧК 1975 (4 место) |

(скипы выделены полужирным шрифтом)